# Die Arbeit der Nacht
Der Roman Die Arbeit der Nacht von Thomas Glavinic ist im August 2006 erschienen und erzählt die Geschichte eines Mannes, der eines Morgens erwacht und feststellt, dass er offenbar das letzte Lebewesen auf der Welt ist.

## Handlung
Jonas, 35-jähriger Einrichtungsberater, der mit seiner Freundin Marie eine Wohnung in der Brigittenauer Lände in Wien bewohnt, sieht sich eines Morgens auf dem Weg zur Arbeit mit der unfassbaren Tatsache konfrontiert, dass er plötzlich alleine auf der Welt zu sein scheint. Wien ist ausgestorben, weder telefonisch noch via Internet oder Rundfunk gelingt es ihm, Signale anderer Menschen oder Erklärungen zu empfangen. Auf knapp 400 Seiten beschreibt der Autor in vorwiegend personaler Erzählform die darauffolgenden zwei Monate, die Jonas ohne jeglichen Kontakt und ohne ansatzweise Erklärungen der unerhörten Situation durchlebt. Die ersten Reaktionen des Protagonisten bestehen in einer verbissenen Suche nach Antworten – er versucht unablässig, Telefonnummern zu wählen, er fährt mit dem Auto quer durch die Stadt, später bis nach Deutschland und Ungarn in der Hoffnung, dort auf Millionen evakuierter Österreicher zu treffen, besucht den Tierpark Schönbrunn, nur um festzustellen, dass auch die Tiere verschwunden sind. Seine Suche ist verbunden mit dem Versuch, Hilfssignale auszusenden – er hinterlässt an unzähligen Orten seine Handynummer, versieht bekannte Wiener Sehenswürdigkeiten mit SOS-Botschaften usw. Des Weiteren ist Jonas bereits in dieser Phase (wie auch bis zum Ende des Romans) damit beschäftigt, Spuren zu hinterlassen. So schreibt er regelmäßig auf die Menütafeln in Restaurants und Cafés, in die ihn seine Suchtour führt, seinen Namen und das jeweilige Datum. Bald beginnt Jonas neben diesen ersten Reaktionen auf die unbegreifliche Situation auch damit, die Tage mit Handlungen zu füllen, die nicht primär auf Erklärungs- und Lösungsversuche seiner Lage ausgerichtet sind. Dazu gehört beispielsweise sein Entschluss, die Wohnung in der Hollandgasse, in der er als Kind mit seinen Eltern gewohnt hat, wieder „in Beschlag zu nehmen“. Ebenso in frühere Zeiten versetzt er sich zurück, als er eine Fahrt mit dem Moped von Wien bis zum Mondsee in Oberösterreich, die er als 18-Jähriger unternommen hat, so punktgenau wie möglich zu wiederholen versucht. Die für die Romanhandlung wichtigste Tätigkeit besteht jedoch darin, dass Jonas beginnt, mit Kameras zu experimentieren: Aus dem Wunsch heraus, verschiedene Orte gleichzeitig beobachten zu können, stellt er mehrere Kameras an verschiedenen Plätzen in Wien auf und verbringt anschließend viel Zeit damit, sich die Bänder (auf denen natürlich nichts passiert) zu Hause anzusehen. Dann beginnt er, sich selbst beim Schlafen zu filmen. In den Passagen, die die Videoaufnahmen seines Schlafes beschreiben, wird Jonas als „der Schläfer“ bezeichnet, als wäre von einer anderen Person die Rede. Und tatsächlich entwickelt der Schläfer zunehmend ein Eigenleben, steht nachts auf und tut Dinge, an die sich Jonas nach dem Aufwachen nicht erinnern kann – anfangs starrt der Schläfer nur mit einem beängstigend starren Blick in die Kamera, später spaziert er nachts umher, so dass Jonas immer häufiger an unbekannten Orten aufwacht, hantiert mit einem Messer und zieht sich einen entzündeten Zahn. Gegen Ende des Romans wird der Schläfer zunehmend zur Bedrohung und zum Feind des Protagonisten Jonas, den er schließlich mit schlafhemmenden Mitteln zu bekämpfen versucht. Neben dem unheimlichen Doppelleben, das Jonas durch die Existenz des Schläfers führt, ist der Handlungsverlauf durchwegs durchsetzt von unerklärlichen Dingen, von denen sich wenige etwas später logisch erklären (das Läuten des Telefons in Jonas’ Wohnung ist darauf zurückzuführen, dass er unabsichtlich auf seinem Handy das Wählen seiner eigenen Nummer aktiviert hat), die meisten aber unerklärt (und unerklärlich) bleiben (eine Reihe von Stricken in einer Bahnhofshalle, an denen Mäntel baumeln, die Tatsache, dass bei seinem zweiten Besuch in einem fremden Haus an der Wand ein Bild mehr hängt als bei seinem ersten Besuch usw.)
Nach etwa sechs Wochen macht sich Jonas auf den Weg nach England, um Spuren seiner Freundin Marie (die dort zuletzt bei ihrer Schwester auf Besuch gewesen war) zu suchen. Nach einer abenteuerlichen Durchquerung des Ärmelkanaltunnels per Moped und zu Fuß und einem verzweifelten Kampf gegen den Schläfer, der ihn nachts immer wieder von seinem Ziel, dem Ort Smalltown an der schottischen Grenze, abbringt, findet er tatsächlich Maries Koffer, den er mit zurück nach Österreich nimmt. Bereits während der Rückfahrt nach Wien hat sich Jonas’ Angst vor dem unerwarteten Auftreten des in seinen Gedanken ständig wiederkehrenden Wolfsviehs gelegt, er wirkt durchwegs viel ruhiger und resignierter als auf allen seinen bis dahin unternommenen Reisen.
In Wien angekommen macht er einen letzten Streifzug durch die Stadt, der im Stephansdom endet. Mit Maries Koffer, der alle materiellen Dinge enthält, die ihn mit ihr verbinden, steigt er auf den Turm, um sich hinabzustürzen.
Während des Fallens reflektiert Jonas über Leben, Glück und Liebe; den Wunsch, im Gedanken an die Liebe zu sterben, hatte er im Verlauf des Romans geäußert.

## Sprache und Stil
Der Autor bringt dieses ungewöhnliche Szenario in möglichst kurzen Sätzen an den Leser. Vor allem der Wechsel von Ort und Zeit soll Spannung wecken. Durch die Kombination von neutraler, kaum emotionalisierter Sprache und der Beschreibung schauriger Szenarien und Bilder (Bsp. der Schläfer, der mit über den Kopf gestülpter Henkersmaske in die Kamera starrt, die Galgen in der Bahnhofshalle, das scheinbare Erwachen in einem Sarg etc.) soll dem Leser eine Stimmung gruseliger Beklommenheit vermittelt werden.
Der für das Romankonzept bemerkenswerte Umstand, dass es auf 400 Seiten zu keinem einzigen Kontakt menschlicher Natur kommt, bedeutet jedoch nicht, dass Passagen in direkter Rede vollends ausgespart bleiben. Trotzdem wird dem Leser nie das Gefühl vermittelt, dass der Protagonist Selbstgespräche führe.
Auffallend am Sprachgebrauch des österreichischen Autors ist die beinahe vollkommene Vermeidung jeglicher Merkmale, die der Sprachvariante Österreichisches Deutsch zugerechnet werden – durchgängig verwendet er Ausdrücke wie das Kissen, die Treppe, die SMS anstelle der in Österreich gebräuchlichen Varianten der Polster, die Stiege, das SMS. Lediglich bei die Semmel und der Bankomat entscheidet er sich für die österreichischen Varianten. Inkonsequenzen fallen auch im morphologischen Bereich auf; beispielsweise werden die hochdeutsche (hat gesessen) und die österreichische Form (ist gesessen) nebeneinander verwendet.

## Rezeption
Die Kritik reagierte auf Glavinics Roman weitgehend positiv. Die österreichischen Tageszeitungen Der Standard und Die Presse loben das Werk u. a. als „weit mehr als ein intelligentes Gedankenspiel“ bzw. als „ein kühner, ein grandioser Entwurf“. Der österreichische Autor Daniel Kehlmann bezeichnet Die Arbeit der Nacht im deutschen Nachrichtenmagazin Der Spiegel als „ein wundersam großes Buch, ein Roman über das Selbst und die anderen, über Angst und Mut [...]“. Immer wieder hingewiesen wird auf Ähnlichkeiten zu Großes Solo für Anton von Herbert Rosendorfer aus dem Jahre 1972 und zu Marlen Haushofers Die Wand (1962). Nicht zu vergessen ist auch der neuseeländische Film Quiet Earth von 1985, der ebenfalls von einem letzten Überlebenden einer globalen Auslöschung menschlichen Lebens handelt.
In dem „Meta-Roman“ Das bin doch ich reagiert der Erzähler „Thomas Glavinic“ während einer Rundfunksendung auf Ö1 auf den Hinweis einer Hörerin, er habe in seinem Roman Die Arbeit der Nacht fremde Vorlagen aufgegriffen (insbesondere die genannten Werke von Rosendorfer und Haushofer) und werde beschuldigt, ein Plagiator zu sein, mit dem unausgesprochenen, nur dem Leser offenbarten Gedanken: „Denunziantenschlampe!“. Anschließend teilt der Erzähler den Rundfunkhörern mit, Rosendorfer habe ihm einen Brief geschrieben, in dem er die Ähnlichkeit der Werke anspreche, und dabei keineswegs behauptet, dass Glavinic ein Plagiator sei.

## Das bin doch ichalsMeta-Roman
Hauptthema des 2007 veröffentlichten Romans Das bin doch ich von Thomas Glavinic ist der Prozess der Vermarktung von Die Arbeit der Nacht. Glavinic beschreibt in dem neueren Roman den Literaturbetrieb, insbesondere die Hoffnung seines „Thomas Glavinic“ genannten „alter ego“, dass der Roman auf die Longlist des Börsenvereins des Deutschen Buchhandels 2006 für den Deutschen Buchpreis platziert werden möge, was (wie auch in Wirklichkeit) nicht geschieht.

## Sekundärliteratur
- Marta Famula: Gleichnisse des erkenntnistheoretischen Scheiterns. Thomas Glavinics Roman Die Arbeit der Nacht in der Tradition des labyrinthischen Erzählens bei Franz Kafka und Friedrich Dürrenmatt. In: Andrea Bartl (Hg.): Transitträume. Beiträge zur deutschen Gegenwartsliteratur. Interviews mit Raoul Schrott u. a. Unter Mitarbeit von Hanna Viktoria Becker (= Germanistik und Gegenwartsliteratur 5), Wißner, Augsburg 2009, S. 103–122.
- Birgit Holzner: Thomas Glavinics Endzeitroman Die Arbeit der Nacht. In: Evi Zemanek u. Susanne Krones (Hg.): Literatur der Jahrtausendwende. Themen, Schreibverfahren und Buchmarkt um 2000. Transcript, Bielefeld 2008, S. 215–224.
- Sascha Löwenstein: „Und wie alle anderen hatte er keine Spur hinterlassen“ – Über die Rätselhaftigkeit von Ich und Welt in Thomas Glavinics „Die Arbeit der Nacht“. In: Thomas Maier u. Sascha Löwenstein (Hg.): Schöner Sterben. Vorträge zur Literatur beim Heinrich von Veldeke Kreis. Wissenschaftlicher Verlag, Berlin 2013, S. 228–262.

## Podcast-Projekt
Ende August 2006 startete der Carl Hanser Verlag zusammen mit dem Literatur-Café im Internet als Marketing-Aktion für das Buch ein gleichnamiges Podcast-Projekt. Thomas Glavinic und Wolfgang Tischer vom Literatur-Café besuchen darin Schauplätze der Handlung wie beispielsweise Stephansdom und Wiener Prater.